# Conrado de la Cruz
Conrado de la Cruz, CICM (Baguio, Filipinas, 27 de julio de 1946 - Ciudad de Guatemala, 1 de mayo de 1980) fue un sacerdote católico filipino que trabajó como misionero en Guatemala. Fue detenido desaparecido por agentes gubernamentales en el marco de la Guerra Civil de Guatemala.

## Biografía
En 1965 ingresó como novicio a la Congregación del Corazón Inmaculado de María (Scheutistas). Fue ordenado sacerdote en 1971 y enviado a Guatemala en 1972. Inicialmente estuvo destinado a la región de las Verapaces, y luego fue trasladado a las parroquias del Puerto de San José (en 1975) y Tiquisate (en 1979), ambas en la diócesis de Escuintla. En estas dos ciudades de la Costa Sur, junto al sacerdote belga Walter Voordeckers, párroco de la vecina ciudad de Santa Lucía Cotzumalguapa,  impulsó un plan de pastoral social denominados Familias de Dios, basado en la metodología educativa del pedagogo brasileño Paulo Freire, desde la perspectiva de la espiritualidad liberadora, promoviendo la reflexión sobre el compromiso social de los cristianos  y concientizando sobre  las condiciones inhumanas de trabajo que imperaban en la Costa Sur de Guatemala, particularmente, con los trabajadores estacionales que se desplazaban desde el interior del país. 
La labor pastoral de su Congregación comenzó a ser señalada como subversiva por el gobierno militar, por lo que el P. de la Cruz y sus colaboradores laicos fueron hostigados y amenazados de muerte. Estos señalamientos se intensificaron después de la huelga de trabajadores agrícolas en el departamento de Escuintla acontecida en febrero de 1980 y organizada por el Comité de Unidad Campesina. 
El 1 de mayo de 1980, el P. Conrado de la Cruz y el catequista Herlindo Cifuentes de la parroquia de Tiquisate, fueron detenidos en las cercanías del Palacio Nacional de la Ciudad de Guatemala cuando presenciaban la marcha de los sindicatos por el Día Internacional de los Trabajadores. Los responsables fueron sujetos vestidos de civil que se llevaron a ambos detenidos en un vehículo. Desde esa fecha, ambos se encuentran en paradero desconocido, por lo que se les considera como víctimas de desaparición forzada.
En 2016, con ocasión del Centenario de la presencia de la Congregación del Corazón Inmaculado de María en Filipinas, se inauguró el "Conrado de la Cruz Mision Hall" en Quezon City, en homenaje a la vida de este religioso.